# Lycinus epipiptus
Lycinus epipiptus är en spindelart som först beskrevs av Helmuth Zapfe 1963.  Lycinus epipiptus ingår i släktet Lycinus och familjen Nemesiidae. Inga underarter finns listade i Catalogue of Life.